# Словацька Суперліга
Фортуна лі́га, також відома як Словацька Суперліга — вища футбольна ліга у Словаччині, змагання в якій проводяться під егідою Словацького футбольного союзу.
У сучасному вигляді заснована 1993 року після розпаду Чехословаччини та відповідного скасування чемпіонату Чехословаччини з футболу. У 2003—2014 роках мала назву Цоргонь ліга (титульним спонсором була місцева пивна торговельна марка Corgoň, що належить міжнародній пивоварній корпорації Heineken International). Сучасна назва турніру з сезону 2014—2015.

## Передісторія
Літопис футбольного чемпіонату Словаччини поділяється на кілька етапів. Зі здобуттям державної Незалежності 1993 року стартував третій. Перший же тривав 17 років (1921—1938), коли Словаччина була частиною федеративної ЧСР. Другий етап випав на час існування (Першої) Словацької республіки — формально незалежної держави, котра існувала під протекторатом Третього Рейху.

### Словацька жупа
- 1921 ЧсСК (Ужгород)[джерело?]
- 1922 «Братислава»
- 1925 «Братислава»
- 1925/26 «Братислава»
- 1927 «Братислава»
- 1927/28 «Жиліна»
- 1928/29 «Жиліна»
- 1929/30 «Братислава»
- 1930/31 «Лігеті» (Братислава)
- 1931/32 «Братислава»
- 1932/33 «Русь» (Ужгород)
- 1934/35 «Братислава»
- 1935/36 «Русь» (Ужгород)
- 1936/37 ЧсСК (Кошице)
- 1937/38 КАЦ (Кошице)

### Словацька ліга
- 1939 «Спарта» (Повазька Бистриця)
- 1939/40 «Братислава»
- 1940/41 «Братислава»
- 1941/42 «Братислава»
- 1942/43 ОАП (Братислава)
- 1943/44 «Братислава»
- 1944/45 незавершений

## Формат змагання
Після розширення ліги у сезоні 2006—2007, участь у її турнірі беруть 12 команд. Чемпіонат проходить у три кола — команди грають одна з одною протягом змагання тричі (двічі вдома і один раз на виїзді або навпаки). Таким чином кожен з учасників ліги проводить протягом її розіграшу 33 матчі (з них 16 або 17 на домашній арені).
Фортуна ліга пов'язана відносинами вибуття та підвищення у класі з Першою словацькою лігою — по завершенні сезону Фортуна лігу полишає команда, що набрала найменшу кількість очок, а на її місце приходить команда-переможець Першої ліги.
Наразі чемпіонат Словаччини займає 25-у позицію у таблиці коефіцієнтів УЄФА, відповідно до якої лише чемпіон країни отримує право участі у Лізі чемпіонів УЄФА, а срібний та бронзовий призери першості, разом з переможцем Кубку Словаччини, — у Лізі Європи УЄФА.

## Статистика

### За сезонами
| Сезон     | Чемпіон                    | 2 місце                    | 3 місце                     | Найкращий бомбардир                       | Клуб                                 |
| --------- | -------------------------- | -------------------------- | --------------------------- | ----------------------------------------- | ------------------------------------ |
| 1993—1994 | «Слован» (Братислава) (1)  | «Інтер» (Братислава)       | ДАК 1904 (Дунайська Стреда) | Павол Діня (19)                           | ДАК 1904 (Дунайська Стреда)          |
| 1994—1995 | «Слован» (Братислава) (2)  | «Кошице»                   | «Дукла» (Банська Бистриця)  | Роберт Семеник (18)                       | «Дукла» (Банська Бистриця)           |
| 1995—1996 | «Слован» (Братислава) (3)  | «Кошице»                   | «Спартак» (Трнава)          | Роберт Семеник (29)                       | «Кошице»                             |
| 1996—1997 | «Кошице» (1)               | «Спартак» (Трнава)         | «Слован» (Братислава)       | Йозеф Кожлей (22)                         | «Кошице»                             |
| 1997—1998 | «Кошице» (2)               | «Спартак» (Трнава)         | «Інтер» (Братислава)        | Любомир Луговий (17)                      | «Спартак» (Трнава)                   |
| 1998—1999 | «Слован» (Братислава) (4)  | «Інтер» (Братислава)       | «Спартак» (Трнава)          | Мартин Фабуш (19)                         | «Дукла» (Тренчин)                    |
| 1999–2000 | «Інтер» (Братислава) (1)   | «Кошице»                   | «Слован» (Братислава)       | Шилард Немет (16)                         | «Інтер» (Братислава)                 |
| 2000—2001 | «Інтер» (Братислава) (2)   | «Слован» (Братислава)      | «Ружомберок»                | Шилард Немет (23)                         | «Інтер» (Братислава)                 |
| 2001—2002 | «Жиліна» (1)               | «Матадор» (Пухов)          | «Інтер» (Братислава)        | Марек Мінтал (21)                         | «Жиліна»                             |
| 2002—2003 | «Жиліна» (2)               | «Артмедіа» (Петржалка)     | «Слован» (Братислава)       | Марек Мінтал (20) Мартин Фабуш (20)       | «Жиліна» «Дукла» (Тренчин), «Жиліна» |
| 2003—2004 | «Жиліна» (3)               | «Дукла» (Банська Бистриця) | «Ружомберок»                | Роланд Штевко (17)                        | «Ружомберок»                         |
| 2004—2005 | «Артмедіа» (Петржалка) (1) | «Жиліна»                   | «Дукла» (Банська Бистриця)  | Филип Шебо (22)                           | «Артмедіа» (Петржалка)               |
| 2005—2006 | «Ружомберок» (1)           | «Артмедіа» (Братислава)    | «Спартак» (Трнава)          | Роберт Рак (21) Ерік Єндришек (21)        | «Нітра» «Ружомберок»                 |
| 2006—2007 | «Жиліна» (4)               | «Артмедіа» (Братислава)    | «Слован» (Братислава)       | Томаш Оравець (16)                        | «Артмедіа» (Братислава)              |
| 2007—2008 | «Артмедіа» (Петржалка) (2) | «Жиліна»                   | «Нітра»                     | Ян Новак (17)                             | «Кошице»                             |
| 2008—2009 | «Слован» (Братислава) (5)  | «Жиліна»                   | «Спартак» (Трнава)          | Павол Масарик (15)                        | «Слован» (Братислава)                |
| 2009—2010 | «Жиліна» (5)               | «Слован» (Братислава)      | «Дукла» (Банська Бистриця)  | Роберт Рак (18)                           | «Нітра»                              |
| 2010—2011 | «Слован» (Братислава) (6)  | «Сениця»                   | «Жиліна»                    | Филип Шебо (22)                           | «Слован» (Братислава)                |
| 2011—2012 | «Жиліна» (6)               | «Спартак» (Трнава)         | «Слован» (Братислава)       | Павол Масарик (18)                        | «Ружомберок»                         |
| 2012—2013 | «Слован» (Братислава) (7)  | «Сениця»                   | «Тренчин»                   | / Давид Депетріс (16)                     | «Тренчин»                            |
| 2013—2014 | «Слован» (Братислава) (8)  | «Тренчин»                  | «Спартак» (Трнава)          | Томаш Малець (14)                         | «Тренчин»                            |
| 2014—2015 | «Тренчин» (1)              | «Жиліна»                   | «Слован» (Братислава)       | Ян Калабішка (19) Матей Єлич (19)         | «Сениця» «Жиліна»                    |
| 2015—2016 | «Тренчин» (2)              | «Слован» (Братислава)      | «Спартак» (Миява)           | Жино ван Кессель (17)                     | «Тренчин»                            |
| 2016—2017 | «Жиліна» (7)               | «Слован» (Братислава)      | «Ружомберок»                | Філіп Глоховський (20) Сейдуба Сумах (20) | «Жиліна» «Слован»                    |
| 2017—2018 | «Спартак» (Трнава) (1)     | «Слован» (Братислава)      | ДАК 1904                    | Семюел Мраз (19)                          | «Жиліна»                             |
| 2018—2019 | «Слован» (Братислава) (9)  | ДАК 1904                   | МФК Ружомберок              | Андраж Шпорар (29)                        | «Слован»                             |
| 2019—2020 | «Слован» (Братислава) (10) | Жиліна                     | ДАК 1904                    | Андраж Шпорар (12)                        | «Слован»                             |
| 2020—2021 | «Слован» (Братислава) (11) | ДАК 1904                   | «Спартак» (Трнава)          | Давід Курміновський (19)                  | «Жиліна»                             |
| 2021—2022 | «Слован» (Братислава) (12) | МФК «Ружомберок»           | «Спартак» (Трнава)          | Якуб Кадак (13)                           | «Тренчин»                            |
| 2022—2023 | «Слован» (Братислава) (13) | ДАК 1904                   | «Спартак» (Трнава)          | Нікола Крстович (18)                      | ДАК 1904                             |
| 2023—2024 | «Слован» (Братислава) (14) | ДАК 1904                   | «Спартак» (Трнава)          | Роберт Полєвка (13) Тигран Барсегян       | «Дукла» (Банська Бистриця) «Слован»  |
| 2024—2025 | «Слован» (Братислава) (15) | Жиліна                     | «Спартак» (Трнава)          | Давид Стрелец (20) Тигран Барсегян        | «Слован»                             |

### Узагальнена
| Клуб                  | Титулів | Роки перемог |
| --------------------- | ------- | --- |
| «Слован» (Братислава) | 15      | 1993–94, 1994–95, 1995–96, 1998–99, 2008–09, 2010–11, 2012–13, 2013–14, 2018–19, 2019–20, 2020–21, 2021–22, 2022–23, 2023–24, 2024–25 |
| «Жиліна»              | 7       | 2001–02, 2002–03, 2003–04, 2006–07, 2009–10, 2011–12, 2016–17                                                                         |
| «Тренчин»             | 2       | 2014–15, 2015–16 |
| «Кошице»              | 2       | 1996–97, 1997–98 |
| «Інтер» (Братислава)  | 2       | 1999–2000, 2000–01 |
| «Петржалка»           | 2       | 2004–05, 2007–08 |
| «Ружомберок»          | 1       | 2005–06 |
| «Спартак» (Трнава)    | 1       | 2017–18 |